# W. D. Richter
W. D. Richter (* 7. Dezember 1945 in New Britain, Connecticut) ist ein US-amerikanischer Drehbuchautor und Regisseur.

## Leben und Werk
Richter ist seit den 1970er Jahren als Drehbuchautor tätig.
Für das Drehbuch des Spielfilms Brubaker wurde er gemeinsam mit Arthur A. Ross 1980 für den Oscar nominiert.
Bekannt wurde er als Regisseur durch den 1984 gedrehten Kultfilm Buckaroo Banzai – Die achte Dimension (englische Originaltitel The Adventures of Buckaroo Banzai across the 8th Dimension). 1991 inszenierte er mit Eine zeitlose Liebe einen zweiten Film.

## Filmografie

### Als Regisseur
- 1984: Buckaroo Banzai – Die achte Dimension (The Adventures of Buckaroo Banzai across the 8th Dimension)
- 1991: Eine zeitlose Liebe (Late for Dinner)

### Als Drehbuchautor
- 1973: Schleudergefahr (Slither)
- 1975: Die falsche Schwester (Peeper)
- 1976: Nickelodeon
- 1978: Die Körperfresser kommen (Invasion of the Body Snatchers)
- 1979: Dracula
- 1980: Brubaker
- 1981: Hard Feelings
- 1981: Jede Nacht zählt (All Night Long)
- 1984: Protocol
- 1985: King Solomon’s Mines
- 1986: Big Trouble in Little China
- 1990: Hang Tough
- 1993: In einer kleinen Stadt (Needful Things)
- 1995: Home for the Holidays
- 2005: Stealth – Unter dem Radar (Stealth)